# إسفغنون شعري الأوراق
إسفغنون شعري الأوراق (الاسم العلمي:Sphagnum capillifolium) هو نوع من النباتات يتبع جنس الإسفغنون من الفصيلة الإسفغنونية.